# Kuhhaut (Venedigergruppe)
Die Kuhhaut ist ein 3190 m ü. A. hoher Berggipfel des Eichhamstocks in der Venedigergruppe in Osttirol (Österreich). Er liegt an der Grenze zwischen den Gemeindegebieten von Prägraten am Großvenediger und Virgen. Benachbarte Gipfel sind die Wunspitze im Südosten, der Hohe Eichham im Norden und der Säulkopf mit der Säulspitze im Osten. Die Erstbesteigung erfolgte 1908 durch F. Kratzer und A. Kröll.

## Lage
Die Kuhhaut ist ein vergleichsweise harmloser Vorgipfel der Wunspitze, der seinen Namen vermutlich seinem bräunlich gefärbten sandigen Rücken verdankt, der manchmal von Schneeflecken bedeckt ist. In früherer Zeit wurde der Gipfel auch als Hintere Wunspitze oder Hinterer Schornagl bezeichnet. Die Kuhhaut liegt im Südwesten des Eichhamstocks im Bereich der Kernzone des Nationalparks Hohe Tauern. Westlich der Kuhhaut befindet sich das Tal des Kleinen Eichhambächles sowie das Timmeltal. Im Süden der Kuhhaut erstreckt sich das Große Nilltal, das östlich der Ortschaft Bobojach in das Virgental mündet. Von der Kuhhaut erstreckt sich ein Grat nach Norden zum Hohen Eichham (3371 m ü. A.), wobei zwischen Kuhhaut und Eichham die Südliche Eichhamscharte (3125 m ü. A.) liegt. Westlich der Eichhamscharte erstreckt sich zwischen Eichham und Kuhhaut das kaum noch vorhandene Kleine Nillkees, östlich das Nilkees. Der Südwestgrat der Kuhhaut führt zur Wunspitze (3219 m ü. A.), zudem zweigt vom Südostgrat etwas südlich der Kuhhaut ein Grat ab, der nach Osten zur Säulspitze (3137 m ü. A.) führt.

## Aufstiegsmöglichkeiten
Der Normalweg auf die Kuhhaut führt über die Bonn-Matreier Hütte in das Kar nördlich der Hütte auf markiertem Steig und dem Ostgrat des Säulkopfs zu dessen Gipfel. Danach folgte der Abstieg in die Säulscharte und über das Nilkees hinauf zur Eichhamscharte. Von der Eichhamscharte führte der weitere Anstieg zunächst ohne Kletterei über den sanften Rücken bis zum Gipfel der Kuhhaut. Die Kuhhaut wird dabei oftmals beim Weg zur Wunspitze überschritten oder dient als zusätzlicher Gipfelsieg bei der Besteigung des Eichhams.